# Warzone
Warzone je stolní, strategická, válečná hra miniatur vycházející ze světa Mutant chronicles. Hraní není pouze o simulování bitev z daleké budoucnosti, ale také o sběratelství a modelářství. Celkem je možno hrát za patnáct různých armád, které lze rozdělit na strany dobra a zla. První edice pravidel a modelů vyšla v Česku roku 1992. V současné době už se jedná o „mrtvou“ hru. Nepořádají se žádné oficiální turnaje a ani nejsou vydávány nové modely nebo zdokonalována pravidla.

## Příběh
Země na konci 23. století pomalu umírá. Neexistují žádné státy a národy. Vše nahradily všemocné megakorporace. Vůdci korporací z bezpečí svých vysokých věží spřádají plány, jak opustit zničenou planetu. Za nepředstavitelných nákladů jsou stavěny obrovské archy čnící k obloze. Země byla pomalu drancována, aby mohl být tak smělý plán uskutečněn. Když přišel den exodu vybraní občané korporaci se nalodili do svých lodí a opustili rodnou platetu. Miliardy lidi zůstaly na zdevastovaném povrchu a zbyla jim jen nenávist ke korporacím.
Potomci zakladatelů megakorporací se vylodili na místech předem pro ně připravených. Každá korporace měla svou vizi dokonalého světa, kterou chtěla naplnit. Hrdí pionýři Kapitolu se zmocnili úrodných plání Marsu. Vstoupili na Měsíc a začali budovat Lunu, nejskvělejší město sluneční soustavy. Budovatelé Bauhausu se usadili na Venuši. Bojovali proti mocným nestvůrám a nepříznivým podmínkám a vytváří nový, dokonalý svět řádu. Ctnostní občané Mishimy vyhloubili své jeskynní města pod rozpálenými pouštěmi na Merkuru. Obrovská podzemní města se zaplnily lidmi. Imperiál se snažil vydobýt si své místo v už tak přeplněné Sluneční soustavě a posílal velké svazy Conquistadorů, aby zabírali území po celém vnitřním systému a prozkoumávali dosud neznámá území asteroidů a vnějšího systému. Megakorporace vytvořily nejskvělejší civilizace, jaké kdy lidstvo vidělo. Ale zlaté časy měly brzo skončit. Conqiustadoři Imperiálu dosáhli Pluta a odkryli na něm tajemnou temnou desku. A tak byla na svět vypuštěna Černá symetrie a začala se roztahovat po sluneční soustavě. Jako první zamořila všechny stroje. Nejdokonalejší technologické systémy začaly selhávat. Lidstvo se ocitlo v dobách temna. Vše se hroutilo a pro vůdce korporaci nebylo nic snazšího než svalit vinu na ostatní. A tak začala válka korporací. Spojenectví se uzavírala stejně snadno, jako se vzápětí porušovala. Do této temné doby vstoupil muž naděje a vize jménem Nathaniel Durand. Měl se stát prvním Kardinálem Bratrstva. Bratrstvo hlásalo cestu míru. Durand sjednotil korporace a ukončil nesmyslné války. Mír však neměl trvat dlouho. Tajně vyslaná skupina conquistadorů přistála na desáté planetě Neru a objevila zde podivnou pečeť. Jejím rozlomením byla na svět vypuštěna Černá legie, jejíž démonické armády začaly šířit zkázu všude tam, kam vkročily. Staré sváry se opět vynořily na povrch a začala všeobecná válka.

## Korporace
- Mishima

Lidé této megakorporace pocházejí z dálného východu, hlavně z Japonska a Číny. Po velkém exodu ze Země se usídlili na planetě Merkur. Zřízením se korporace podobá tradičnímu Japonsku. Jejich hlavní specialitou je boj zblízka a velká mobilita, která nahrazuje menší odolnost vojáků. Pokud se dostanou k nepříteli na dosah svých ceremoniálních mečů, způsobí protivníkovi obrovské ztráty.
- Imperiál

Tvoří jej původní obyvatelé Commonwealthu, tedy zemí britské koruny. Jejich novou domovinou je pás asteroidů. Jedná se o velké společenství klanů spojených pod jednou korunou. Mají ze všech korporaci nejvariabilnější armádu. Věrnost královně přísahají také divocí Wolfbaneovci, podobní dávným Skotům, kteří přijali za svůj klanový způsob života.
- Bauhaus

Původně evropská megakorporace se usídlila na Venuši. Vládnou jí čtyři vévodské rody, původem z Německa, Itálie, Ruska a Francie. Jejich vojenská síla spočívá v kvantitě, kvalitní výzbroji a těžké palebné síle. V rukou zkušeného hráče velmi nebezpeční.
- Kapitol

Byl založený ve Spojených státech a stojí na hodnotách demokracie, akcionářství a svobodného podnikání. Mají vysoce organisovanou armádu s velkým výběrem speciálních jednotek. Disponují nejsilnějším letectvem ve hře. Jsou však slabší v boji zblízka.
- Cybertronic

Nově vzniklá korporace založená až po Velkém Exodu. Vědci Kybertroniku, navzdory nevůli Bratrstva, znovuobjevili a využili možnosti propojení strojů a lidí. Výsledkem jsou jejich mechaničtí vojáci. Výsledkem je nejkvalitnější, nejvšestrannější a nejnákladnější armáda ve hře.
- Bratrstvo

Nábožensky orientovaná korporace vzniklá pouze kvůli boji s Černou legií. Snaží se sjednotit ostatní korporace k boji proti silám Temnoty. Mystici bratrstva ovládají Umění, světlou magii, kterou ničí stoupence Temnoty a posilují a léčí vlastní vojáky. Kardinál sídlí na Luně, odkud koordinuje pokračující boj proti Temnotě. Velmi silní, hlavně v boji proti legii.

## Kmeny Temného Edenu
Po staletích, kdy byl povrch Země po velké katastrofě naprosto nevhodný k životu se přeživší lide pomalu odvažují vylézat ze svých podzemních úkrytů a prozkoumávají nový svět. Mnoho lidí zahynulo, ale veškerý život se stále vyvíjí, aby obstál v nových podmínkách. Přeživší lidé se stali drsnými a otužilými válečníky kdykoliv připravenými bránit své domovy proti nepřátelům.
- Rasputinovy synové

Jejich říše se rozkládá na území dnešního Ruska. Mají nejpočetnější armádu a nejrozvinutější průmysl.
- Krescentie

Kočovníci původem z blízkého východu. Žijí na hřbetech svých mamutů temnoty, na kterých také vyjíždějí do bitev.
- Templáři

Jejich domovina se rozkládá na území dnešní Francie. V dobách, kdy ostatní kmeny přečkávali v podzemních krytech, byli jejich předci nuceni zůstat na povrchu. Jako jediní se plně adaptovali a dokonce se jim daří. Mohou dýchat edenský vzduch bez plynové masky, aniž by jim hrozila jakákoliv újma na zdraví.
- Luteránská triáda

Luteráni se během exodu nedostali do obrovských arch a byli nuceni zůstat na Britských ostrovech. Během pohromy se Anglie spojila se starým kontinentem, když se část atlantského oceánu vypařila. Aby mohli přežít na povrchu, podstupují luteránské děti hrozný chirurgický zákrok, kdy je jim vyoperována nosní chrupavka a sešity ústa díky čemuž mají luteráni dokonale hladkou tvář. Do krku je dítěti následně voperována malá krabička, kterou dýchají a přijímají potravu. Luteráni vymysleli složitou formu posunkové řeči, aby se mohli dorozumívat i bez úst. Poslední generace navíc získali omezené telepatické schopnosti.

## Černá legie
- Algeroth

Apoštol války, Pán Černé technologie, 2. apoštol
- Illian

Apoštol prázdnoty, Vládkyně kouzel, 1. apoštol
- Muhawijhe

Apoštol bláznovství, Pán vizí, 3. apoštol
- Demnogonis

Apoštol zkaženosti, Pán všeho nečistého, Velký Poskvrnitel, 5. apoštol
- Semai

Pán nevraživosti, Princ lží, 4 apoštol